# Dąbrowica (wzniesienie)
Dąbrowica – wzniesienie o wysokości 74 m n.p.m. na Równinie Białogardzkiej, położone w woj. zachodniopomorskim, w powiecie białogardzkim, na obszarze gminy Białogard.
Ok. 1,4 km na południe od Dąbrowicy leży wieś Dobrowo.
Nazwę Dąbrowica wprowadzono urzędowo w 1950 roku, zastępując poprzednią niemiecką nazwę Dammerower Berge.